# Eudarcia protograpta
Eudarcia protograpta är en fjärilsart som beskrevs av Edward Meyrick 1935. Eudarcia protograpta ingår i släktet Eudarcia och familjen äkta malar. Inga underarter finns listade i Catalogue of Life.